# Uranus (planeet)

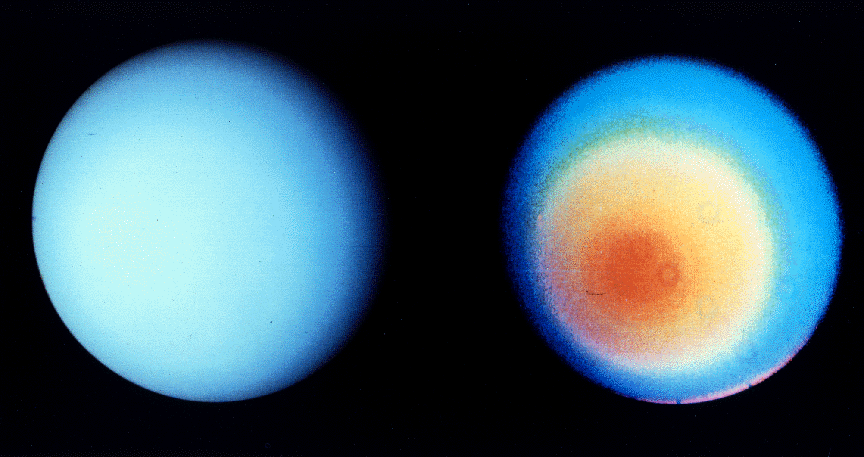
Foto's van Uranus gemaakt door Voyager 2 in normale (links) en valse kleuren (rechts, de gebruikte kanalen zijn UV, violet en oranje)

De omvang van de Aarde en van Uranus

Uranus is de op twee na grootste en vanaf de Zon gezien de zevende planeet van het zonnestelsel. Deze ijsreus draagt de naam van de Griekse god Ouranos in gelatiniseerde vorm. Ouranos is in de Griekse mythologie de personificatie van de hemel.

## Waarneming
Met het blote oog is Uranus net te zien maar alleen als hij in oppositie staat, onder zeer gunstige omstandigheden en als bekend is waar gezocht moet worden komt de helderheid in de buurt van de grens van wat nog met het blote oog gezien kan worden. Met een gewone verrekijker is Uranus te zien als een zwak "sterretje", maar zelfs met een grote telescoop blijft Uranus niet meer dan een groenachtig schijfje. Uranus was in de oudheid dan ook niet bekend. Het is de eerste planeet die sinds de uitvinding van de telescoop is ontdekt.

## Ontdekking van Uranus
In 1690 is deze planeet voor het eerst waargenomen door John Flamsteed. Deze Engelse astronoom veronderstelde dat het om een ster in het sterrenbeeld Stier (Taurus) ging en noemde zijn ontdekking "34 Tauri". Rond 1769 werd Uranus in totaal 12 keer waargenomen door Pierre Lemonnier, maar ook deze astronoom meende een ster te zien. De officiële ontdekking staat op naam van William Herschel die op 13 maart 1781 het object als planeet kwalificeerde. Hij gaf de planeet de naam "Georgium Sidus", naar de Engelse koning George III. Een andere naam die in die tijd gehanteerd werd was "Herschel". Pas in 1850 werd de eerder al door Johann Bode voorgestelde naam Uranus officieel in gebruik genomen.

## Uranus in cijfers
- Gemiddelde baansnelheid: 6,813 km/s
- Helling van het baanvlak tegen over het baanvlak van de aarde: 0,77°
- Soortelijke massa (dichtheid): 1,271 kg/m3
- Ontsnappingssnelheid: 21,3 km/seconde
- Afstand tot de zon (halve lange as): 19,247 AE = 2,8794 miljard km
- Diameter (equator): 51.118 km
- Jaar: 84,02227 aardse jaren
- Dag: 17 uur en 14 minuten
- Ashelling: 97,46°
- Gemiddelde temperatuur: -210°C

## Baan en rotatie
Uranus bevindt zich op een afstand van ruwweg 20 AE van de Zon, in een baan die wordt doorlopen in een periode van ongeveer 84 jaar. Pierre-Simon Laplace berekende als eerste de baanelementen van Uranus, en presenteerde de resultaten in 1783. Latere afwijkingen van deze voorspellingen werden geïnterpreteerd als een aanwijzing dat er mogelijk nog een onontdekte planeet was, waarvan de zwaartekracht deze afwijkingen dan zou veroorzaken. Inderdaad werd in 1846 een achtste planeet, Neptunus, ontdekt, nabij de plaats die was berekend aan de hand van de baanafwijkingen van Uranus.
Uranus draait in 17 uur en 14 minuten om zijn as. Vanwege de zeer krachtige winden in de bovenste lagen van de atmosfeer van Uranus, kan dat deel van de atmosfeer een rotatie voltooien in ongeveer 14 uur.

### Gekantelde as
Een opvallende eigenschap van Uranus is de equator, die een hoek van 98° heeft met het baanvlak van de planeet. Dit wordt de obliquiteit van de planeet genoemd. Ter vergelijking: de Aarde heeft een obliquiteit van 23,45°. Een mogelijke verklaring voor het feit dat Uranus "op zijn kant ligt" is dat er ooit een botsing met een ander groot hemellichaam – enkele malen groter dan de Aarde – heeft plaatsgevonden. Dat zou tevens een verklaring kunnen zijn voor het grote aantal manen rond deze planeet en hun typische positie, en voor de ringen. Andere verklaringen gaan uit van twee of meer kleine botsingen of juist helemaal geen botsing. Een andere mogelijke verklaring voor de grote obliquiteit van de planeet Uranus is dat deze het gevolg is van de zwaartekrachten die zijn gigantische buren (Jupiter, Saturnus en Neptunus) en Uranus zelf op elkaar uitoefenen.

## Samenstelling
Samen met Neptunus vertoont Uranus grote overeenkomsten met de kern van de gasreuzen Jupiter en Saturnus. Het grote verschil met deze planeten is de afwezigheid van een omringende mantel van metallische waterstof. De kern bestaat vermoedelijk uit nikkelijzer en silicaten met daaromheen een mantel van water, methaan, ammoniak en waarschijnlijk nog enkele losse elementen. Aan de buitenkant bevindt zich een laag vloeibare waterstof, helium en methaan, stoffen die naar het oppervlak toe steeds meer gasvormig worden. Ondanks de afwezigheid van metallische waterstof rondom de kern, heeft Uranus wel een magnetisch veld. Het magnetisch veld van Uranus wordt gevormd door de aanwezigheid van hoog geleidende deeltjes diep in de vloeibare mantel van de planeet.

## Atmosfeer
De voor Uranus karakteristieke cyaan tot blauwe kleur wordt veroorzaakt door de atmosfeer die relatief veel methaan (2,3%) bevat. Dat absorbeert rode en oranje golflengtes uit het zonlicht maar het weerkaatst blauw en groen. Wolken worden vrijwel niet in de atmosfeer waargenomen. Alleen op in de zon gelegen delen rondom de evenaar komen wolkenformaties weleens voor. In de hogere lagen van de atmosfeer komen stormen voor waarbij de windsnelheid op kan lopen tot 720 km/u. De atmosfeer van Uranus lijkt veel op die van de andere ijsreus: Neptunus.

## Klimaat
Het klimaat van Uranus wordt sterk beïnvloed door zijn gebrek aan warmte en door zijn gekantelde as, waardoor de seizoenen veel sterker variëren dan bijvoorbeeld op de Aarde.

## Magnetisch veld
Ten opzichte van de rotatieas vertoont het magnetisch veld een hoek van ongeveer 60°. Dit magnetisch veld wordt vermoedelijk veroorzaakt door bewegende waterijsmassa's diep onder het oppervlak. Het magnetisch veld van Uranus is ernstig verstoord doordat het ijs warmtestraling doorlaat waardoor verschillende magneetvelden opgewekt worden.

## Manen
Uranus heeft 28 bekende natuurlijke satellieten waarvan er veel zijn vernoemd naar personages van William Shakespeare en uit het gedicht The Rape of the Lock van Alexander Pope. (Maan 28 heeft nog geen naam)
De manen zijn:
|    | Naam           | Genoemd naar personage uit | Ontdekt in | Door                                                                        |
| -- | -------------- | -------------------------- | ---------- | --------------------------------------------------------------------------- |
| 1  | Ariel          | The Rape of the Lock       | 1851       | William Lassell                                                             |
| 2  | Umbriel        | The Rape of the Lock       | 1851       | William Lassell                                                             |
| 3  | Titania        | A midsummer night's dream  | 1787       | William Herschel                                                            |
| 4  | Oberon         | A midsummer night's dream  | 1787       | William Herschel                                                            |
| 5  | Miranda        | The Tempest                | 1948       | Gerard Kuiper                                                               |
| 6  | Puck           | A midsummer night's dream  | 1985       | Stephen Synnott                                                             |
| 7  | Cordelia       | King Lear                  | 1986       | Richard Terrile                                                             |
| 8  | Ophelia        | Hamlet                     | 1986       | Richard Terrile                                                             |
| 9  | Bianca         | The Taming of the Shrew    | 1986       | Bradford A. Smith                                                           |
| 10 | Cressida       | Troilus and Cressida       | 1986       | Stephen Synnott                                                             |
| 11 | Desdemona      | Othello                    | 1986       | Stephen Synnott                                                             |
| 12 | Juliet         | Romeo and Juliet           | 1986       | Stephen Synnott                                                             |
| 13 | Portia         | The Merchant of Venice     | 1986       | Stephen Synnott                                                             |
| 14 | Rosalind       | As You Like It             | 1986       | Stephen Synnott                                                             |
| 15 | Belinda        | The Rape of the Lock       | 1986       | Stephen Synnott                                                             |
| 16 | Caliban        | The Tempest                | 1997       | B.J. Gladman, P.D. Nicholson, J.A. Burns, J.J. Kavelaars                    |
| 17 | Sycorax        | The Tempest                | 1997       | B.J. Gladman, P.D. Nicholson, J.A. Burns, J.J. Kavelaars                    |
| 18 | Prospero       | The Tempest                | 1999       | Matthew J. Holman                                                           |
| 19 | Setebos        | The Tempest                | 1999       | J.J. Kavelaars, B.J. Gladman, P.D. Nicholson en J.A. Burns                  |
| 20 | Stephano       | The Tempest                | 1999       | B.J. Gladman, P.D. Nicholson, J.A. Burns en J.J. Kavelaars                  |
| 21 | Perdita        | The Winter's Tale          | 1999       | Erich Karkoschka                                                            |
| 22 | Trinculo       | The Tempest                | 2001       | Matthew J. Holman, John J. Kavelaars en Dan Milisavljevic                   |
| 23 | Ferdinand      | The Tempest                | 2001       | Matthew J. Holman, John J. Kavelaars, Dan Milisavljevic en Brett J. Gladman |
| 24 | Francisco      | The Tempest                | 2003       | Matthew J. Holman, John J. Kavelaars, Dan Milisavljevic en Brett J. Gladman |
| 25 | Margaret       | Much Ado About Nothing     | 2003       | Scott S. Sheppard en David C. Jewitt                                        |
| 26 | Mab            | Romeo and Juliet           | 2003       | Mark R. Showalter en Jack J. Lissauer                                       |
| 27 | Cupid          | Timon of Athens            | 2003       | Mark R. Showalter en Jack J. Lissauer                                       |
| 28 | (nog naamloos) |                            |            |                                                                             |

## Verkenning en ontdekking van ringen
Tot op heden heeft slechts één ruimtesonde de planeet benaderd: de in 1977 gelanceerde Voyager 2 passeerde de planeet op 24 januari 1986 op een afstand van circa 9,1 miljoen km. Hij ontdekte negen nieuwe manen, twee nieuwe ringen en een aantal onvolledige ringen van Uranus. De nieuw ontdekte manen werden Cordelia, Ophelia, Bianca, Cressida, Desdemona, Juliet, Portia, Rosalind en Belinda genoemd.
Tijdens deze missie heeft de sonde foto's van de planeet en de ringen naar de Aarde gestuurd en is vervolgens doorgereisd naar Neptunus.
Ook de Hubble Space Telescope heeft belangrijke ontdekkingen over Uranus gedaan. Zo vond men in 2005 een tweede stel ringen. De ringen van Uranus zijn donker en dun, en ze bestaan uit donkere rotsachtige stof. Een deel is waarschijnlijk gevormd door een inslag van een meteoor. De James Webb-ruimtetelescoop was in 2023 in staat om deze ringen veel duidelijker zichtbaar in beeld te brengen.
Miranda · Ariel · Umbriel · Titania · Oberon

Cordelia · Ophelia · Bianca · Cressida · Desdemona · Juliet · Portia · Rosalind · Cupid · Belinda · Perdita · Puck · Mab · Francisco · Caliban · Sycorax · Margaret · Prospero · Setebos · Stephano · Trinculo · Ferdinand